# Rambla de Catalunya
Die Rambla de Catalunya ist eine der zentralen Straßen Barcelonas. Sie durchzieht das Stadtviertel Eixample in Richtung von Südost nach Nordwest von der Plaça de Catalunya bis zur Avinguda Diagonal parallel zum Passeig de Gràcia.

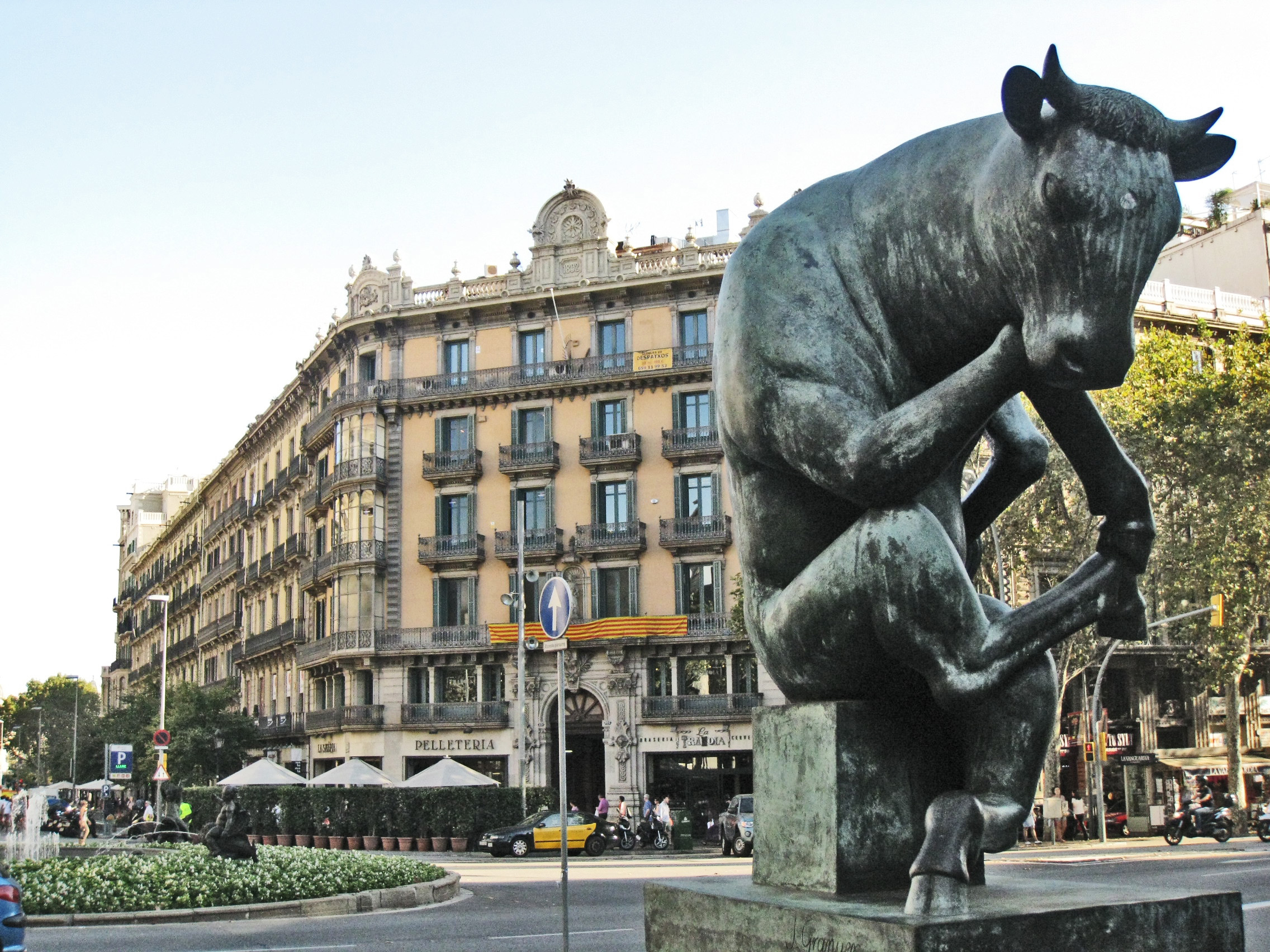
El toro assegut (Meditació) an der Kreuzung mit der Gran Via

Es handelt sich vorwiegend um eine Geschäftsstraße, in der die Modegeschäfte überwiegen. Derzeit gibt es dort auch zwei Kinos, das Club Coliseum (Nr. 23) und das Alexandria (Nr. 90). Das früher in den Nummern 2–4 angesiedelte Teatre Barcelona ist ebenso verschwunden wie das Kino Alcázar (Nr. 37), das Ende 2006 schloss. Von 1994 bis 2000 befand sich in den Nummern 57–59 das Ägyptische Museum von Barcelona der Fundació Arqueológico Clos.

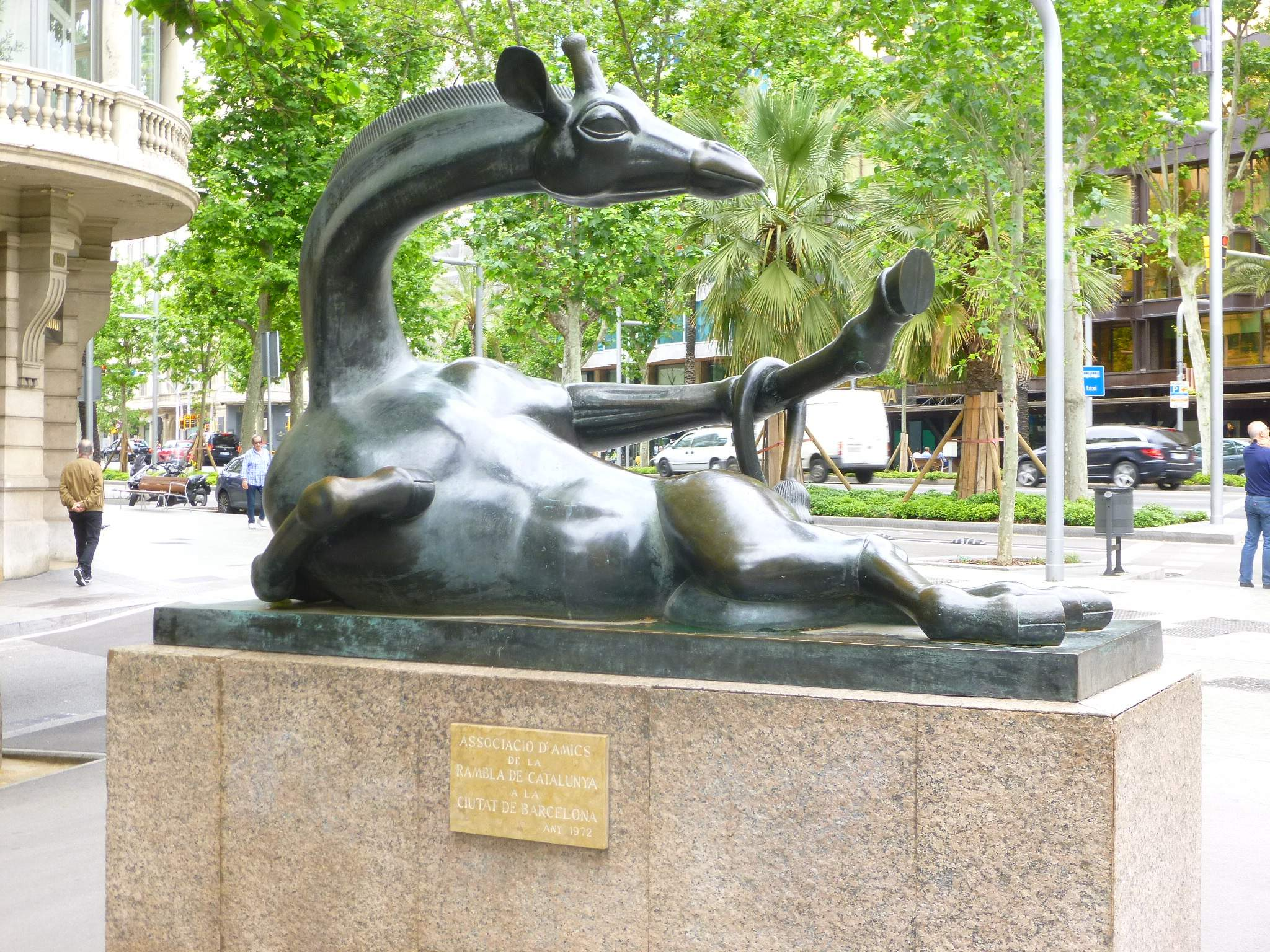
La Girafa coqueta an der Avinguda Diagonal

Die Rambla de Catalunya bildet die Fortsetzung der berühmten La Rambla und besitzt, außer im ersten Abschnitt von der Plaça de Catalunya bis zur Gran Via, wo sich eine unterirdische Parkgarage befindet, eine herrliche zentrale Fußgängerpromenade. Diese ist von Linden gesäumt und besitzt an jedem Ende eine Skulptur:  El toro assegut an der Kreuzung mit der Gran Via und La girafa coqueta am nordwestlichen Ende der Straße. Beide stammen aus dem Jahr 1972 vom Bildhauer Josep Granyer i Giralt (1899–1983). Im Mittelpunkt der Kreuzung mit der Gran Via befindet sich ein kreisrunder Brunnen mit der Skulptur eines auf einem Fisch reitenden Mädchens (Nena damunt un peix) des Künstlers Frederic Marès i Deulovol, die früher den Brunnen auf der Plaça de Catalunya schmückte.
Im Jahr 1990 wurden die seitlichen Gehwege verbreitert und die gesamte zentrale Promenade saniert. Seit 2006 wird als bemerkenswerte Maßnahme die Straße an Sonn- und Feiertagen für den Autoverkehr gesperrt. Traditionell findet hier an den Tagen vor Palmsonntag ein Verkauf von Palmzweigen und daraus verfertigten Osterpalmen statt.

## Interessante Gebäude
Trotz des entsprechenden Rufs des Passeig de Gràcia besitzt die Rambla de Catalunya die dichteste Anhäufung modernistischer Gebäude in der gesamten Stadt Barcelona.

### Gebäude der Nordseite

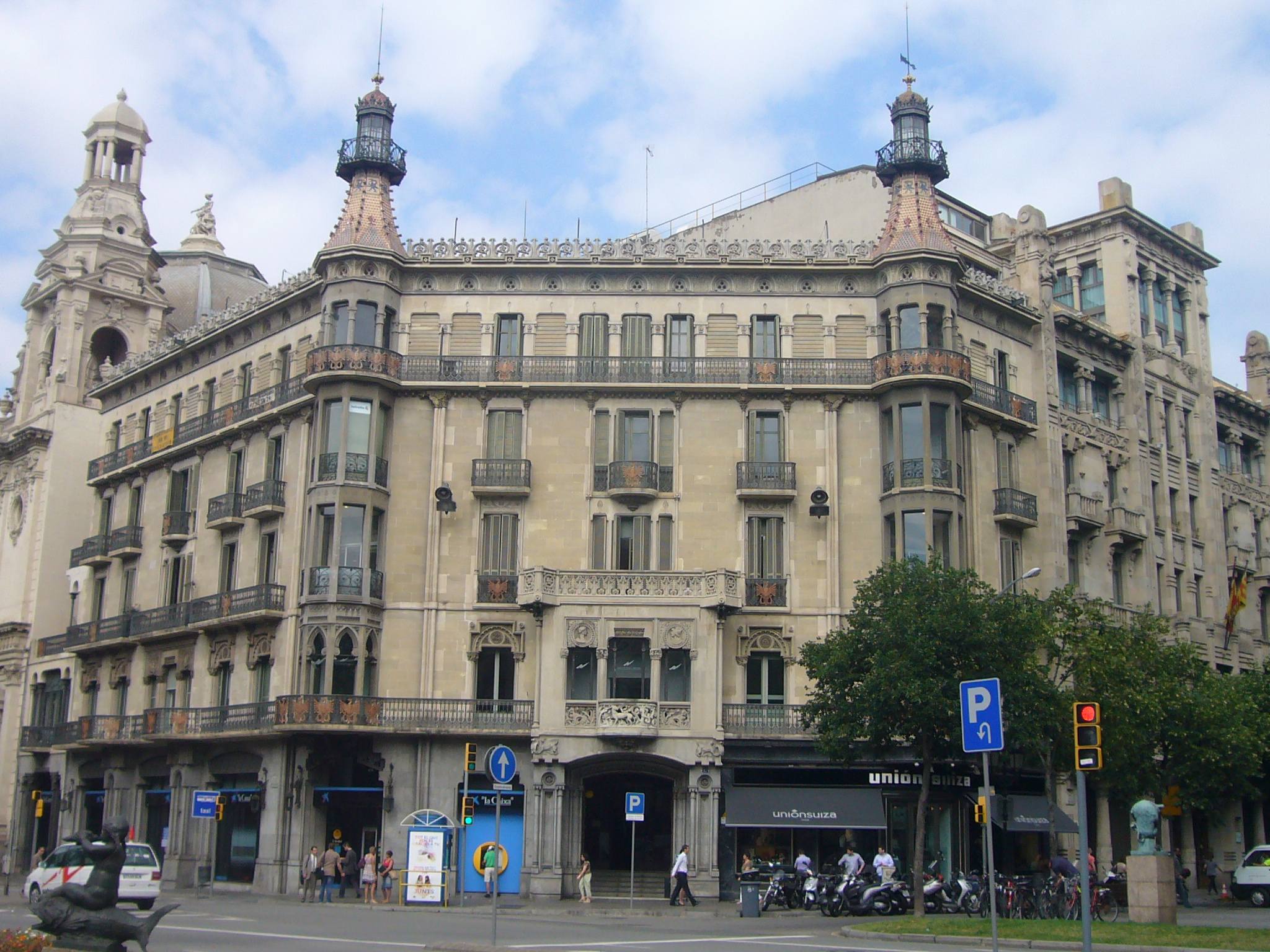
Casa Pia Batlló, Rambla de Catalunya Nr. 17

- Nummer 54: Casa Dolors Calm, erbaut 1903 von Josep Vilaseca i Casanovas, mit einem breiten, mehrstöckigen, verglasten Balkon mit hölzernem Rahmenwerk. Es beherbergt die Galeria Joan Prats in einem früheren Hutmachergeschäft.
- Nummer 72: Casa Bonaventura Pollés (an der Ecke mit der Carrer de València), erbaut 1892 von Bonaventura Pollés i Vivó, mit einem dreistöckigen, verglasten Eckbalkon und einem charakteristischen dreieckigen Bakon im dritten Obergeschoss.
- Nummer 74: Casa Asunción Belloso (an der gegenüberliegenden Ecke mit der Carrer de València), erbaut 1909 von Josep Domènech i Estapà. Es wurde durch die Aufstockung von drei weiteren Obergeschossen und eines Dachgeschosses stark modifiziert.
- Nummer 78: Casa Juncosa, erbaut 1909 von Salvador Viñals i Sabaté, in einem ähnlichen Stil wie die Casa Calvet von Antoni Gaudí.
- Numer 86: Casa Francesc Farreras (an der Ecke mit der Carrer de Mallorca), erbaut 1899 von Josep Pérez i Terraza, mit zwei fünfstöckigen Eckbalkon in Form halber Achtecke und einem kuriosen Dachaufsatz in Form einer Pyramide.
- Nummer 88: Casa Queraltó (an der gegenüberliegenden Ecke mit der Carrer de Mallorca), erbaut von 1907 von Josep Plantada i Artigas, mit Sgraffiti und floralen Verzierungen.
- Nummer 104: Casa Dolors Vidal de Sagnier, errichtet 1894 von Enric Sagnier i Villavecchia als sein eigenes Wohnhaus. Heute beherbergt es das Hotel Casa Sagnier.[3]
- Nummer 122: Casa Antònia Costa, errichtet 1904 von Josep Domènech i Estapà, mit 2 seitlichen Balkonen in Kleeblattform, über denen jeweils vierstöckige Erker die fassade gliedern.
- Nummer 126: Casa Serra (an der Ecke mit der Carrer de Còrsega), erbaut 1908 von Josep Puig i Cadafalch, Sitz des Stadtparlaments von Barcelona bis 1987. Es wurde vielfach verändert, besteht aus zwei Baukörpern, die durch einen mit einem Spitzdach versehenen Eckturm miteinander verbunden werden, und zeichnet sich durch eine Dachdeckung mit glasierten Keramikziegeln und einen reichen Skulpturenschmuck aus. Darunter befinden sich u. a. Werke von Eusebi Arnau und Alfons Juyol i Bach.[4] Dahinter wurde das neue Gebäude des Stadtparlaments angefügt, das 1981 von Federico Correa Ruiz (1924–2020) und Alfons Milà i Sagnier (1924–2009) in Stahl- und Glasbauweise errichtet wurde.

### Gebäude der Südseite
- Nummer 17: Casa Pia Batlló (an der Ecke mit der Gran Via), erbaut 1896 von Josep Vilaseca i Casanovas, mit zwei Ecktürmchen, die mit Glaskeramikziegeln gedeckt sind und mit ihren Laternen an kleine Leuchttürme erinnern.
- Nummer 19–21: Casa Heribert Pons, errichtet 1909 von Alexandre Soler i March, die eines der am engsten mit dem Stil der Wiener Secession verknüpften Gebäude in Barcelona darstellt. Sie besitzt an ihren seitlichen Säulen Skulpturen von Eusebi Arnau. Heute ist sie Sitz des Ministeriums für Wirtschaft und Finanzen der Generalitat de Catalunya.
- Nummer 23: Casa Jaume Moysi, 1895 von Manuel Comas i Thos errichtet, mit einem eher akademisch und neoklassizistisch orientierten Fassadenschmuck.
- Nummer 25: Casa Sebastià Pratjusà, erbaut 1894 von Antoni Serra i Pujals, mit 2 halbkreisförmigen Balkonen im vierten Obergeschoss und zwei seitlichen Türmchen in Pyramidenform.
- Nummer 27: Casa Climent Arola, 1902 von Francesc de Paula del Villar i Carmona errichtet, mit drei runden Balkonen im ersten Obergeschoss, von denen der Mittlere eine Steinbalustrade, die beiden seitlichen Geländer aus Schmiedeeisen besitzen.

Die Häuser 17 bis 27 zwischen der Gran Via de les Corts Catalanes und der Carrer de la Diputació bilden das sogenannte „Goldene Karrée“ (Illa d'Or).
- Nummer 33: Casa Rodolf Juncadella, ein Werk von Enric Sagnier i Villavecchia von 1891 (umgebaut 1918), zeigt Reliefs von Pere Carbonell i Huguet.
- Nummer 47: Casa Fargas, 1904 ebenfalls von Enric Sagnier erbaut, ist durch die wellenförmige Gestaltung der Balkone und des Erkers am zentralen Baukörper ausgezeichnet[5]. Sie beherbergt die Fundació Ramón Trías Fargas, die das Erbe dieses in diesem Haus 1922 geborenen und 1989 gestorbenen Politikers bewahrt. Er war Wirtschafts- und Finanzminister Kataloniens von 1980 bis 1982 und nochmals von 1988 bis –1989, dazwischen Mitglied des spanischen Senats von 1986 bis 1988.
- Nummer 77: Die Bolós-Apotheke (ehemals Farmàcia Novellas) an der Ecke zur Carrer de València wurde 1902 von Antoni de Falguera i Sivilla im Erdgeschoss eines von Josep Domènech i Estapà bis 1904 errichteten Hauses gestaltet. Charakteristisch ist der Eingang mit den bleiverglasten Holzpaneelen und der Darstellung eines Orangenbaums.[6]
- Nummer 115: Kirche Unserer Lieben Frau von Montsió. Dieses mittelalterliche Gebäude aus dem 14./15. Jahrhundert wurde bei der Öffnung des Portal de l´Àngel zwischen 1882 und 1890 versetzt und durch  Joan Martorell neuerbaut.[7] Dieser veränderte das gotische Kirchenschiff maßgeblich und schuf eine neue Fassade in neugotischem Stil mit einem Portikus und einer Skulptur Unserer Lieben Frau vom Rosenkranz von Maximi Sala.
- Nummer 125: Casa Llorenç Armengol, errichtet 1900 von Adolf Ruiz i Casamitjana, mit vegetalen Verzierungen und einer neugotischen Fassadenbekrönung mit drei Wappenfeldern.[8]

## Hotels
- Nummer 24: Hotel Onix Rambla, 3 *
- Nummer 26: Hotel Calderón, 4 *
- Nummer 30: Hotel Continental Palacete, 3 *
- Nummer 76: Hotel Regente, 4 *
- Nummer 104: Hotel Casa Sagnier, 5 *